# Origin Systems
Origin Systems, Inc.（有时简称OSI）是原位于美国德克萨斯州奥斯汀的电子游戏开发商，在1983年到2004年间营业。他们以创世纪系列和银河飞将系列知名。

## 历史
因难以挣钱供其他公司发行理查·盖瑞特的游戏，理查德、其兄罗伯特·盖瑞特兄弟、其父歐文‧加里歐特和查克在1983年建立Origin Systems。公司首款游戏是《创世纪III：出埃及记》；创世纪的声誉让Origin在當年的電子遊系崩虧中幸存下来。公司发行了许多非创世纪游戏，理查德称他获得和其他开发商相同的版税率。
1988年时，Origin在德克萨斯州奥斯汀有15民开发者，在新罕布什尔有其他35名雇员。虽然在艺电1987年游戏《死亡领主》上，两家公司存在争议，但1992年9月艺电以3500万美元股价购并公司。有1300万美元的年营业收入的Origin称，他们在同意提案前考虑过首次公募。1997年Origin发行了早期图形大型多人在线角色扮演游戏之一的《网络创世纪》。之后艺电决定，在1999年完成《创世纪IX》后Origin将转为纯网游公司。然而在一年中因为《创世纪IX》的糟糕评价，艺电取消了Origin的新开发项目，包括《Ultima Online 2》、《Privateer Online》和《哈利波特Online》。理查德不久后离开Origin，并于2000年创立Destination Games。
在之后几年中，Origin主要作为支持与扩展《网络创世纪》而存在，同时继续开发《创世纪X：奥德赛》等创世纪系列网络游戏，此游戏原定于2004年发行但随后取消。工作室于2004年2月被艺电解散。
Origin开发的模拟游戏系列Longbow由艺电以“简氏战斗模拟”品牌发行。后继项目《Jane's A-10》在1998年下半年取消而开发未完，团队转向其他项目。

## 游戏列表

### 开发
- Ultima I: The First Age of Darkness（1981）
- Ultima II: The Revenge of the Enchantress（英语：Ultima II: The Revenge of the Enchantress）（1982）
- Ultima III: Exodus（英语：Ultima III: Exodus）（1983）
- Caverns of Callisto（1983）
- Autoduel（英语：Autoduel）（1985）
- Moebius: The Orb of Celestial Harmony（英语：Moebius: The Orb of Celestial Harmony）（1985）
- Ultima IV: Quest of the Avatar（英语：Ultima IV: Quest of the Avatar）（1985）
- Ogre（英语：Ogre (game)#Spinoffs）（1986）
- Ring Quest（1986）
- 2400 A.D.（英语：2400 A.D.）（1987）
- Ultima V: Warriors of Destiny（英语：Ultima V: Warriors of Destiny）（1988）
- Omega（英语：Omega (1989 computer game)）（1989）
- Tangled Tales: The Misadventures of a Wizard's Apprentice（英语：Tangled Tales: The Misadventures of a Wizard's Apprentice）（1989）
- Windwalker（1989）
- Space Rogue（英语：Space Rogue）（1989）
- Ultima VI: The False Prophet（英语：Ultima VI: The False Prophet）（1990）
- Bad Blood（英语：Bad Blood (video game)）（1990）
- Worlds of Ultima: The Savage Empire（英语：Worlds of Ultima: The Savage Empire）（1990）
- 銀河飛將（1990）
  - The Secret Missions（1990）
  - The Secret Missions 2: Crusade（1991）
- Wing Commander II: Vengeance of the Kilrathi（英语：Wing Commander II: Vengeance of the Kilrathi）（1991）
  - Speech Accessory Pack（1991）
  - Special Operations 1（1991）
  - Special Operations 2（1992）
- Ultima: Worlds of Adventure 2: Martian Dreams（英语：Ultima: Worlds of Adventure 2: Martian Dreams）（1991）
- Ultima VII: The Black Gate（英语：Ultima VII: The Black Gate）（1992）
  - Forge of Virtue（1992）
- Strike Commander（英语：Strike Commander）（1993）
- Wing Commander: Privateer（英语：Wing Commander: Privateer）（1993）
  - Righteous Fire（1994）
- Wing Commander Academy（1993）
- Ultima VII Part Two: Serpent Isle（英语：Ultima VII Part Two: Serpent Isle）（1993）
  - The Silver Seed（1993）
- Pacific Strike（英语：Pacific Strike）（1994）
- Wings of Glory（英语：Wings of Glory）（1994）
- Ultima VIII: Pagan（英语：Ultima VIII: Pagan）（1994）
- Wing Commander III: Heart of the Tiger（英语：Wing Commander III: Heart of the Tiger）（1994）
- Wing Commander: Armada（英语：Wing Commander: Armada）（1994）
  - Proving Grounds（1994）
- CyberMage: Darklight Awakening（英语：CyberMage: Darklight Awakening）（1995）
- BioForge（英语：BioForge）（1995）
- Crusader: No Remorse（英语：Crusader: No Remorse）（1995）
- Crusader: No Regret（英语：Crusader: No Regret）（1996）
- Transland（1996）
- Wing Commander IV: The Price of Freedom（1996）
- Wing Commander IV: The Price of Freedom（英语：Wing Commander IV: The Price of Freedom）（1996）
- Jane's AH-64D Longbow（英语：Jane's AH-64D Longbow）（1996）
- Jane's Longbow 2（英语：Jane's Longbow 2）（1997）
- 网络创世纪（1997）
- Wing Commander: Prophecy（英语：Wing Commander: Prophecy）（1997）
  - Secret Ops（1998）
- Ultima IX: Ascension（英语：Ultima IX: Ascension）（1999）

### 发行
- Times of Lore（英语：Times of Lore）（1988）
- Knights of Legend（英语：Knights of Legend）（1989）
- Ultima Underworld: The Stygian Abyss（1992）
- Ultima Underworld II: Labyrinth of Worlds（英语：Ultima Underworld II: Labyrinth of Worlds）（1993）
- Shadowcaster（英语：Shadowcaster）（1993）
- System Shock（1994）
- Abuse（1996）

### 发行中止
- Crusader: No Survivors (cancelled multiplayer expansion for Crusader: No Regret（英语：Crusader: No Regret）) (TBA)
- Crusader 3: No Escape / Crusader: No Mercy / Crusader II (TBA)
- Worlds of Ultima: Arthurian Legends (TBA)
- Ultima Worlds Online: Origin（英语：Ultima Worlds Online: Origin） (TBA)
- Harry Potter Online (TBA)
- Jane's A-10 (TBA)
- Privateer 3 (TBA)
- Strike Team (TBA)
- Wing Commander VII (TBA)
- Ultima X: Odyssey（英语：Ultima X: Odyssey）（2004）